# Hot Nigga
Singles de Bobby Shmurda
Bobby Bitch
(2014)
Hot Nigga (stylisé Hot N*gga, diffusé à la radio sous le titre de Hot Boy) est le premier single du rappeur américain Bobby Shmurda, sorti le 25 juillet 2014. Il figure sur l'album Shmurda She Wrote, publié en novembre 2014.
Hot Nigga reprend le beat produit par Jahlil Beats (en) pour la chanson Jackpot (2013) de Lloyd Banks. Le clip montre une danse nommée « Shmoney dance », qui devient un mème Internet,. Par la suite, la chanson est remixée par plusieurs rappeurs célèbres.
Le single atteint la 6e place du Hot 100 aux États-Unis. Il est certifié disque de platine par la Recording Industry Association of America (RIAA).

## Clip vidéo
Le clip de Hot Nigga est d'abord posté sur la chaîne YouTube de Maine Fetti, avant d'être publié sur le compte Vevo de Bobby Shmurda le 1er août 2014. Il est tourné au printemps 2014 à New York.

## Remixes
Plusieurs rappeurs ont publié des remixes freestyle de Hot Nigga, dont notamment Juicy J, French Montana, Lil' Kim, Lil Wayne, Gunplay, T.I., Jeezy, Lil Herb, Ace Hood, Shy Glizzy et Problem.
Deux remixes officiels sont publiés. Le 29 août 2014, Shmurda sort un remix reggae interprété avec Junior Reid, Mavado, Popcaan et Jah X. Un autre remix, avec Fabolous, Chris Brown, Jadakiss, Rowdy Rebel, Busta Rhymes et Yo Gotti sort le 5 septembre 2014,.

## Classements et certification
| Classement (2014)                       | Meilleure position |
| --------------------------------------- | ------------------ |
| Belgique (Flandre Ultratip 100)         | 83                 |
| Belgique (Flandre Ultratop R&B/Hip-Hop) | 26                 |
| Canada (Hot 100)                        | 34                 |
| France (SNEP)                           | 131                |
| Royaume-Uni (UK Singles Chart)          | 74                 |
| Royaume-Uni (UK R&B Chart)              | 10                 |
| États-Unis (Hot 100)                    | 6                  |
| États-Unis (R&B/Hip-Hop Songs)          | 1                  |
| États-Unis (Rhythmic Songs)             | 16                 |

| Classement (2014)    | Position |
| -------------------- | -------- |
| États-Unis (Hot 100) | 54       |

| Région                                   | Certification | Ventes/Streams |
| ---------------------------------------- | ------------- | -------------- |
| États-Unis (RIAA)                        | Platine       | 1 000 000‡     |
| ‡ventes/streaming selon la certification |               |                |

## Dans la culture populaire
La chanson et le clip se font connaître sur Vine en raison de la « Shmoney dance ». En juillet 2014, Beyoncé réalise la danse lors d'un concert de sa tournée On The Run Tour. Le joueur de football américain Brandon Gibson (en) exécute aussi le mouvement après un touchdown en National Football League.
Drake fait jouer Hot Nigga lorsqu'il présente les ESPY Awards 2014,.